# Natalia Parés Vives
Natalia Parés Vives (31 de agosto de 1955) es una Maestra FIDE de ajedrez española. Del año 1974 al 1975 militó en el PORE y de 1976 a 1977 militó en la Liga Comunista Revolucionaria como parte de activismo político estudiantil comunista y antifranquista. Actualmente está en la órbita de Unidas Podemos.

## Resultados destacados en competición
Subcampeona de España juvenil en los años 1973 y 1975.
Dos veces subcampeona de Cataluña absoluta de ajedrez, en los años 1975 y 1987.
Subcampeona de España femenina de ajedrez, en el año 2008.
Subcampeona de Cataluña femenina de ajedrez, en el año 2008.
Participó representando a España en las Olimpíadas de ajedrez en una ocasión, en el año 2008 en Dresde y en el Campeonato de Europa de ajedrez por equipos en una ocasión, en el año 2009 en Novi Sad.